# Open de Rennes 2009
L'Open de Rennes 2009 è stato un torneo professionistico di tennis maschile giocato sul cemento indoor, che faceva parte dell'ATP Challenger Tour 2009. Si è giocato a Rennest in Francia dal 12 al 18 ottobre 2009.

## Partecipanti

### Teste di serie
| Nazionalità | Giocatore       | Ranking* | Testa di serie |
| ----------- | --------------- | -------- | -------------- |
| Francia     | Josselin Ouanna | 88       | 1              |
| Germania    | Daniel Brands   | 119      | 2              |
| Australia   | Carsten Ball    | 123      | 3              |
| Sudafrica   | Kevin Anderson  | 128      | 4              |
| Colombia    | Alejandro Falla | 131      | 5              |
| Francia     | Arnaud Clément  | 134      | 6              |
| Francia     | Stéphane Robert | 135      | 7              |
| Brasile     | Thiago Alves    | 147      | 8              |

- Ranking al 5 ottobre 2009.

### Altri partecipanti
Giocatori che hanno ricevuto una wild card:
- Charles-Antoine Brézac
- Romain Jouan
- Gianni Mina
- Julien Obry

Giocatori passati dalle qualificazioni:
- Rabie Chaki
- Jérôme Haehnel
- Jerzy Janowicz
- Rameez Junaid

## Campioni

### Singolare
Alejandro Falla ha battuto in finale  Thierry Ascione con il punteggio di 6–3, 6–2.

### Doppio
Eric Butorac /  Lovro Zovko hanno battuto in finale  Kevin Anderson /  Dominik Hrbatý con il punteggio di 6–4, 3–6, [10–6].